# جيري أليسون
جيري أليسون (بالإنجليزية: J.I. Allison)‏ (31 أغسطس 1939 - 22 أغسطس 2022، هو موسيقي أمريكي، ولد في 31 أغسطس 1939 في هيلزبورو في الولايات المتحدة.

## وصلات خارجية
- جيري أليسون على موقع IMDb (الإنجليزية)
- جيري أليسون على موقع ميوزك برينز (الإنجليزية)
- جيري أليسون على موقع قاعدة بيانات برودواي على الإنترنت (الإنجليزية)
- جيري أليسون على موقع أول ميوزيك (الإنجليزية)
- جيري أليسون على موقع ديسكوغز (الإنجليزية)
- جيري أليسون على موقع قاعدة بيانات الفيلم (الإنجليزية)